# Nokia 7650

Nokia 7650 este produsă de compania Nokia.

## Design
Smartphone-ul are greutatea de 154 de grame. Ecranul este de 2.1 inchi cu o rezoluție de 176 x 208 pixeli cu 4096 de culori.Ecranul este limitat la 12 biți.

## Conectivitate
Nokia 7650 suportă Bluetooth, Infraroșu și e-mail. Transmisiunile de date se pot realiza cu GPRS sau cu HSCSD.

## Multimedia
Camera este VGA cu o rezoluție maximă de 640 x 480 pixeli.
Suportă SMS, MMS, E-mail cu protocoalele  POP3 și IMAP.

## Caracteristici
- Symbian OS 6.0
- E-mail și MMS
- HSCSD și GPRS
- Ecran de 2.1 inchi
- Procesor ARM-9 104 MHz
- Camera VGA
- 16 MB ROM
- 4 MB RAM
- Bluetooth
- Infraroșu
- Suport pentru aplicații Java și EPOC